# انتخابات الرئاسة الإكوادورية 1920
انتخابات الرئاسة الإكوادورية 1920 هي الانتخابات الرئاسية التي جرت في 1920، في الإكوادور، لانتخاب رئيس الإكوادور، فاز بالانتخابات خوسيه لويس تامايو.